# Deutsche Meisterschaften im Skispringen 2018

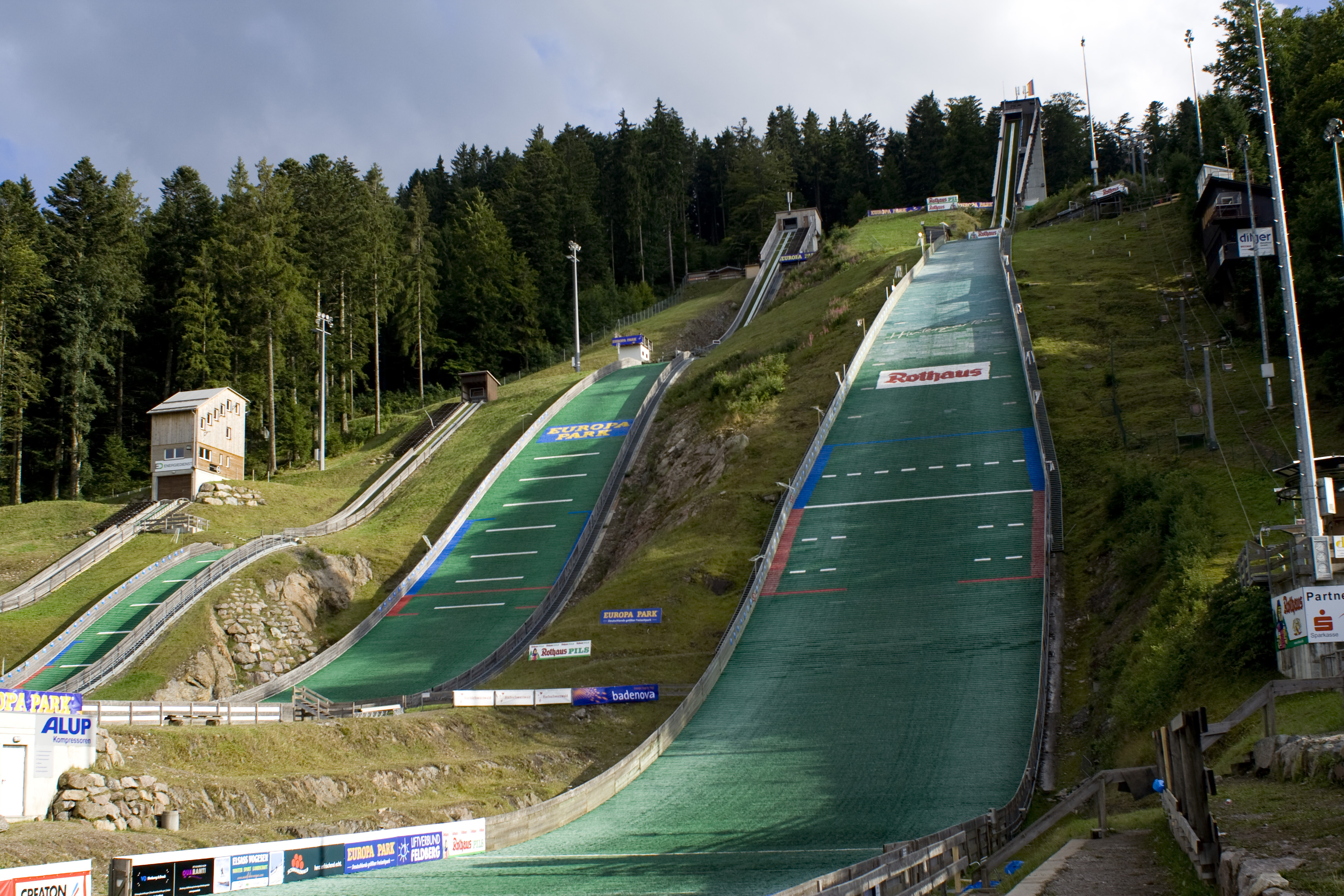
Adler-Skistadion Hinterzarten

Die Deutschen Meisterschaften im Skispringen 2018 fanden vom 13. bis 14. Juli 2018 im baden-württembergischen Hinterzarten statt. Der Veranstalter war der Deutsche Skiverband und Organisator der Skiclub Hinterzarten. Die Wettbewerbe wurden im Adler-Skistadion ausgetragen. Bei den Herren und den Damen fand ein Einzel- und ein Teamwettbewerb jeweils von der Normalschanze HS 108 (K 95) statt. Außerdem gab es einen Einzelwettbewerb bei den Junioren auf der Normalschanze sowie bei den Juniorinnen auf der mittleren Schanze HS 77 (K 70).
Neben den Deutschen Meisterschaften fand am 13. Juli 2018 ein J17-Deutschlandpokal statt.

## Programm und Zeitplan
Zeitplan der Deutschen Meisterschaften:
| Datum         | Uhrzeit      | Ereignis | Wettbewerb(e)                                         |
| ------------- | ------------ | --- | ----------------------------------------------------- |
| Fr., 13. Juli | 08:00–11:00  | Freies Training                                                                                              | Juniorinnen HS 77 Damen, J17, Junioren, Herren HS 108 |
| Fr., 13. Juli | 11:00        | Mannschaftsführersitzung im Feuerwehrhaus                                                                    |                                                       |
| Fr., 13. Juli | 16:30        | Offizielles Training (ein Durchgang)                                                                         | Einzel HS 108 Damen, J17, Junioren, Herren            |
| Fr., 13. Juli | ca. 17:50    | Wettkampf: erster Durchgang                                                                                  | Einzel HS 108 Damen, J17, Junioren, Herren            |
| Fr., 13. Juli | ca. 19:15    | Wettkampf: Finaldurchgang                                                                                    | Einzel HS 108 Damen, J17, Junioren, Herren            |
| Fr., 13. Juli | 21:00        | Siegerehrung im Ort beim Hinterzartener Nachtbummel unter dem Motto „Die Nacht der Adler“ auf der Kirchwiese | Einzel HS 108 Damen, J17, Junioren, Herren            |
| Sa., 14. Juli | 08:30        | Probedurchgang (ein Durchgang)                                                                               | Team HS 108 Damen, Herren                             |
| Sa., 14. Juli | anschließend | Wettkampf: erster Durchgang                                                                                  | Team HS 108 Damen, Herren                             |
| Sa., 14. Juli | anschließend | Wettkampf: Finaldurchgang                                                                                    | Team HS 108 Damen, Herren                             |
| Sa., 14. Juli | ca. 12:15    | Siegerehrung im Adler-Skistadion                                                                             | Team HS 108 Damen, Herren                             |
| Sa., 14. Juli | 16:00        | Offizielles Training (ein Durchgang)                                                                         | Einzel HS 77 Juniorinnen                              |
| Sa., 14. Juli | anschließend | Wettkampf: erster Durchgang                                                                                  | Einzel HS 77 Juniorinnen                              |
| Sa., 14. Juli | anschließend | Wettkampf: Finaldurchgang                                                                                    | Einzel HS 77 Juniorinnen                              |
| Sa., 14. Juli | ca. 17:45    | Siegerehrung im Adler-Skistadion                                                                             | Einzel HS 77 Juniorinnen                              |

## Teilnehmer
| 69 Teilnehmer (50 Athleten und 19 Athletinnen) aus 7 Bundesländern                        | 69 Teilnehmer (50 Athleten und 19 Athletinnen) aus 7 Bundesländern |
| ----------------------------------------------------------------------------------------- | ------------------------------------------------------------------ |
| - Baden-Württemberg (19) – Gastgeber - Bayern (19) - Hessen (4) - Nordrhein-Westfalen (5) | - Sachsen (13) - Sachsen-Anhalt (1) - Thüringen (8)                |

## Ergebnisse

### Herren

#### Herren Einzel
Der Einzelwettbewerb der Herren fand am 13. Juli 2018 auf der Normalschanze (HS 105/K 95) statt. Es waren 23 Athleten gemeldet, die alle in die Wertung kamen.
| Platz | Name                | Verein                    | Weite 1 | Weite 2 | Punkte |
| ----- | ------------------- | ------------------------- | ------- | ------- | ------ |
| 01.   | David Siegel        | SV Baiersbronn/BPOL       | 103,0   | 105,5   | 274,4  |
| 02.   | Stephan Leyhe       | SC Willingen/BwT          | 100,5   | 102,5   | 265,5  |
| 03.   | Moritz Baer         | SF Gmund Dürnbach/LpB     | 103,5   | 100,5   | 264,4  |
| 04.   | Andreas Wellinger   | SC Ruhpolding             | 096,0   | 103,0   | 258,0  |
| 05.   | Andreas Wank        | SC Hinterzarten/ThLP      | 099,5   | 101,5   | 256,9  |
| 06.   | Pius Paschke        | WSV Kiefersfelden         | 097,0   | 102,0   | 255,5  |
| 07.   | Martin Hamann       | SG Nickelhütte Aue/SGO`th | 100,5   | 100,0   | 255,4  |
| 08.   | Felix Hoffmann      | SWV Goldlauter/BPOL       | 100,5   | 101,0   | 254,9  |
| 09.   | Richard Freitag     | SG Nickelhütte Aue/BwFb   | 094,5   | 102,0   | 249,0  |
| 09.   | Julian Hahn         | SG Nickelhütte Aue/SGO`th | 104,5   | 096,5   | 249,0  |
| 11.   | Karl Geiger         | SC Oberstdorf             | 094,5   | 101,0   | 246,5  |
| 12.   | Dominik Mayländer   | SC Degenfeld/ThLP         | 100,0   | 097,0   | 241,5  |
| 13.   | Lukas Wagner        | WSV 08 Lauscha            | 098,0   | 098,5   | 238,0  |
| 14.   | Adrian Sell         | SV Meßstetten/SIO         | 098,0   | 094,0   | 230,0  |
| 15.   | Tim Fuchs           | SC Degenfeld/SIO          | 096,0   | 096,5   | 228,5  |
| 16.   | Markus Eisenbichler | TSV Siegsdorf/BPOL        | 087,5   | 102,0   | 228,0  |
| 16.   | Sebastian Rombach   | SC Hinterzarten/BwT       | 091,5   | 100,0   | 228,0  |
| 18.   | Johannes Schubert   | SG Nickelhütte Aue/BPOL   | 093,5   | 097,0   | 226,5  |
| 19.   | Paul Winter         | SC Willingen              | 091,5   | 098,0   | 222,0  |
| 20.   | Jonathan Siegel     | SV Baiersbronn/BwT        | 088,5   | 091,5   | 203,5  |
| 21.   | Axel Mayländer      | SC Degenfeld/SIO          | 087,5   | 089,5   | 195,0  |
| 22.   | Marinus Kraus       | WSV Oberaudorf/BPOL       | 088,0   | 087,0   | 194,9  |
| 23.   | Cedric Weigel       | SG Nickelhütte Aue/SGO`th | –       | 096,5   | 115,5  |

#### Herren Mannschaft
Der Mannschaftswettbewerb der Herren fand am 14. Juli 2018 auf der Normalschanze (HS 105/K 95) statt. Es waren 48 Athleten in 12 Teams mit je vier Athleten gemeldet, die alle in die Wertung kamen.
| Platz | Team                                     | Name                                                          | Verein                                                                                              | Weite 1                 | Weite 2                 | Punkte |
| ----- | ---------------------------------------- | ------------------------------------------------------------- | --------------------------------------------------------------------------------------------------- | ----------------------- | ----------------------- | ------ |
| 01.   | Bayern (BSV) II                          | Karl Geiger Max Goller Philipp Raimund Markus Eisenbichler    | SC Oberstdorf SC Partenkirchen/CJD SC Oberstdorf/SIO TSV Siegsdorf/BPOL                             | 105,5 098,5 094,0 109,0 | 105,0 104,0 096,5 110,0 | 1056,1 |
| 02.   | Bayern (BSV) I                           | Pius Paschke Moritz Baer Constantin Schmid Andreas Wellinger  | WSV Kiefersfelden SF Gmund Dürnbach/LpB WSV Oberaudorf/CJD SC Ruhpolding                            | 104,0 098,5 097,5 101,5 | 100,0 100,5 105,5 102,0 | 1042,6 |
| 03.   | Baden-Württemberg (SBW) I                | Andreas Wank Dominik Mayländer Luca Roth David Siegel         | SC Hinterzarten/ThLP SC Degenfeld/ThLP SV Meßstetten/SKIF SV Baiersbronn/BPOL                       | 103,0 092,5 097,5 105,0 | 106,0 102,0 100,5 102,0 | 1034,6 |
| 04.   | Sachsen (SVSAC) I                        | Cedric Weigel Johannes Schubert Julian Hahn Richard Freitag   | SG Nickelhütte Aue/SGO`th SG Nickelhütte Aue/BPOL SG Nickelhütte Aue/SGO`th SG Nickelhütte Aue/BwFb | 102,0 095,0 098,0 102,0 | 097,0 098,0 101,5 096,0 | 0991,1 |
| 05.   | Baden-Württemberg (SBW) II               | Sebastian Rombach Jonathan Siegel Adrian Sell Tim Fuchs       | SC Hinterzarten/BwT SV Baiersbronn/BwT SV Meßstetten/SIO SC Degenfeld/SIO                           | 108,5 094,5 091,0 102,5 | 097,5 092,0 091,0 098,0 | 0944,7 |
| 06.   | Hessen (HSV)/ Nordrhein-Westfalen (WSV)  | Paul Winter Lennart Weigel Simon Spiewok Stephan Leyhe        | SC Willingen SK Meinerzhagen/SIWI TuS Neuenrade/SIWI SC Willingen/BwT                               | 098,5 090,5 081,0 106,5 | 100,0 087,5 083,0 105,0 | 0889,1 |
| 07.   | Bayern (BSV) III                         | Kilian Märkl Niclas Heumann Benedikt Hahne Marinus Kraus      | SC Partenkirchen/CJD WSV Oberaudorf/CJD SC Ruhpolding/CJD WSV Oberaudorf/BPOL                       | 092,5 094,0 089,5 096,5 | 091,5 094,0 087,5 091,0 | 0864,1 |
| 08.   | Sachsen (SVSAC) II                       | Tom Gerisch Fabian Schmidt Justin Weigel Sebastian Ludwig     | WSG Rodewisch/SGO`th SG Nickelhütte Aue/SGO`th SC Zschopau/SGO`th VSC Klingenthal/SGO`th            | 098,5 081,0 091,5 092,0 | 094,5 078,0 087,0 091,5 | 0807,2 |
| 09.   | Baden-Württemberg (SBW) III              | Lorenz Efinger Yanick Idesheim Julian Ketterer Axel Mayländer | ST Schonach-Rohrhardsberg/SKIF SC Hinterzarten/SKIF SZ Breitnau/SKIF SC Degenfeld/SIO               | 085,0 081,0 088,5 096,5 | 083,5 073,0 095,5 095,5 | 0764,2 |
| 10.   | Thüringen (TSV) I                        | Julius Schrön Justin Lisso Luca Geyer Lukas Wagner            | TSG Ruhla/WSC 07/SGO WSV Schmiedefeld/ThLP WSV 08 Lauscha/SGO WSV 08 Lauscha                        | 071,5 103,0 080,0 098,5 | 067,0 106,5 072,5 091,0 | 0762,1 |
| 11.   | Baden-Württemberg (SBW)/ Sachsen (SVSAC) | Lukas Mothes Leif Fricke Quirin Modricker Finn Braun          | WSG Rodewisch/SGK SG Nickelhütte Aue/SGO`th SC Hinterzarten/SKIF SV Baiersbronn                     | 072,5 074,0 087,5 087,5 | 068,0 081,0 077,5 087,0 | 0630,7 |
| 12.   | Bayern (BSV)/ Hessen (HSV)               | Eric Fuchs Patrick Svinger Tobias König Corvin Kühnel         | SC Oberstdorf/SGK SC Partenkirchen/SIO SC Oberstdorf SC Willingen/SIWI                              | 087,0 071,0 072,0 083,5 | 079,0 076,5 065,0 072,0 | 0551,2 |

#### Junioren Einzel
Der Einzelwettbewerb der Junioren fand am 13. Juli 2018 auf der Normalschanze (HS 105/K 95) statt. Es waren 15 Athleten gemeldet, die alle in die Wertung kamen.
| Platz | Name              | Verein                         | Weite 1 | Weite 2 | Punkte |
| ----- | ----------------- | ------------------------------ | ------- | ------- | ------ |
| 01.   | Constantin Schmid | WSV Oberaudorf/CJD             | 097,0   | 100,0   | 250,0  |
| 02.   | Luca Roth         | SV Meßstetten/SKIF             | 103,0   | 097,5   | 248,0  |
| 03.   | Justin Lisso      | WSV Schmiedefeld/ThLP          | 099,5   | 095,0   | 233,0  |
| 04.   | Philipp Raimund   | SC Oberstdorf/SIO              | 096,0   | 093,5   | 228,9  |
| 05.   | Max Goller        | SC Partenkirchen/CJD           | 092,5   | 098,5   | 226,0  |
| 06.   | Niclas Heumann    | WSV Oberaudorf/CJD             | 093,5   | 092,5   | 215,0  |
| 07.   | Sebastian Ludwig  | VSC Klingenthal/SGO`th         | 092,0   | 091,0   | 206,0  |
| 08.   | Lennart Weigel    | SK Meinerzhagen/SIWI           | 089,0   | 091,5   | 201,5  |
| 09.   | Kilian Märkl      | SC Partenkirchen/CJD           | 089,0   | 090,5   | 199,5  |
| 10.   | Benedikt Hahne    | SC Ruhpolding/CJD              | 089,0   | 087,0   | 191,0  |
| 11.   | Justin Weigel     | SC Zschopau/SGO`th             | 088,5   | 086,5   | 188,5  |
| 12.   | Lorenz Efinger    | ST Schonach-Rohrhardsberg/SKIF | 084,5   | 087,0   | 181,5  |
| 13.   | Julian Ketterer   | SZ Breitnau/SKIF               | 084,0   | 086,5   | 179,0  |
| 14.   | Yanick Idesheim   | SC Hinterzarten/SKIF           | 082,5   | 081,5   | 162,5  |
| 15.   | Corvin Kühnel     | SC Willingen/SIWI              | 066,0   | 068,5   | 101,0  |

### Damen

#### Damen Einzel
Der Einzelwettbewerb der Damen fand am 13. Juli 2018 auf der Normalschanze (HS 105/K 95) statt. Es waren 14 Athletinnen gemeldet, von denen 13 in die Wertung kamen; eine Athletin ging nicht an den Start.
| Platz | Name              | Verein                 | Weite 1 | Weite 2 | Punkte |
| ----- | ----------------- | ---------------------- | ------- | ------- | ------ |
| 01.   | Katharina Althaus | SC Oberstdorf          | 097,5   | 099,0   | 279,8  |
| 01.   | Juliane Seyfarth  | TSG Ruhla/WSC 07/BwO   | 098,0   | 097,5   | 279,8  |
| 03.   | Gianina Ernst     | SC Oberstdorf/SIO      | 097,0   | 096,5   | 265,0  |
| 04.   | Pauline Heßler    | WSV 08 Lauscha/BwO     | 097,5   | 093,5   | 262,5  |
| 05.   | Ramona Straub     | SC Langenordnach       | 092,0   | 097,0   | 260,3  |
| 05.   | Carina Vogt       | SC Degenfeld/ThLP      | 096,5   | 092,0   | 260,3  |
| 07.   | Selina Freitag    | SG Nickelhütte Aue/SIO | 093,0   | 092,5   | 246,0  |
| 08.   | Anna Rupprecht    | SC Degenfeld/BwS       | 089,0   | 085,5   | 223,5  |
| 09.   | Josephin Laue     | SFV Rothenburg/SGK     | 091,0   | 082,0   | 218,5  |
| 10.   | Alina Ihle        | SV Biberau/SGO         | 089,5   | 093,0   | 201,0  |
| 11.   | Alexandra Seifert | VSC Klingenthal/SGK    | 085,5   | 074,0   | 185,0  |
| 12.   | Sophia Maurus     | TSV Buchenberg/SIO     | 082,0   | 090,0   | 181,5  |
| 13.   | Isabell Kandziora | SC Bischofsgrün        | 068,0   | 074,5   | 117,0  |

#### Damen Mannschaft
Der Mannschaftswettbewerb der Damen fand am 14. Juli 2018 auf der Normalschanze (HS 105/K 95) statt. Es waren 12 Athletinnen in sechs Teams mit je zwei Athletinnen gemeldet, die alle in die Wertung kamen.
| Platz | Team                                   | Name                             | Verein                                     | Weite 1     | Weite 2     | Punkte |
| ----- | -------------------------------------- | -------------------------------- | ------------------------------------------ | ----------- | ----------- | ------ |
| 01.   | Thüringen (TSV) I                      | Pauline Heßler Juliane Seyfarth  | WSV 08 Lauscha/BwO TSG Ruhla/WSC 07/BwO    | 093,5 097,0 | 092,5 101,0 | 523,6  |
| 02.   | Bayern (BSV) I                         | Gianina Ernst Katharina Althaus  | SC Oberstdorf/SIO SC Oberstdorf            | 092,0 095,0 | 089,5 094,0 | 485,1  |
| 03.   | Baden-Württemberg (SBW)                | Ramona Straub Carina Vogt        | SC Langenordnach SC Degenfeld/ThLP         | 095,0 092,5 | 094,5 087,0 | 476,6  |
| 04.   | Sachsen (SVSAC)                        | Alexandra Seifert Selina Freitag | VSC Klingenthal/SGK SG Nickelhütte Aue/SIO | 089,5 091,0 | 090,0 092,0 | 412,3  |
| 05.   | Thüringen (TSV)/ Sachsen-Anhalt (SVSA) | Alina Ihle Josephin Laue         | SV Biberau/SGO SFV Rothenburg/SGK          | 084,5 081,0 | 095,0 085,5 | 396,8  |
| 06.   | Bayern (BSV) II                        | Isabell Kandziora Sophia Maurus  | SC Bischofsgrün TSV Buchenberg/SIO         | 070,5 070,5 | 074,5 072,5 | 273,3  |

#### Juniorinnen Einzel
Der Einzelwettbewerb der Juniorinnen fand am 14. Juli 2018 auf der mittleren Schanze (HS 77/K 70) statt. Es waren zwölf Athletinnen gemeldet, die alle in die Wertung kamen.
| Platz | Name              | Verein                    | Weite 1 | Weite 2 | Punkte |
| ----- | ----------------- | ------------------------- | ------- | ------- | ------ |
| 01.   | Selina Freitag    | SG Nickelhütte Aue/SIO    | 067,0   | 070,5   | 210,5  |
| 02.   | Alexandra Seifert | VSC Klingenthal/SGK       | 063,5   | 068,5   | 197,4  |
| 03.   | Alina Ihle        | SV Biberau/SGO            | 064,0   | 069,0   | 197,1  |
| 03.   | Josephin Laue     | SFV Rothenburg/SGK        | 063,5   | 067,0   | 197,1  |
| 05.   | Anna Jäkle        | ST Schonach-Rohrhardsberg | 063,5   | 061,0   | 182,4  |
| 06.   | Marie Naehring    | SK Winterberg/SkiWi       | 061,0   | 059,0   | 171,5  |
| 07.   | Sophia Maurus     | TSV Buchenberg/SIO        | 058,5   | 059,5   | 166,1  |
| 08.   | Michelle Göbel    | SC Willingen              | 056,5   | 058,0   | 158,9  |
| 09.   | Emily Schneider   | SC Rückershausen          | 057,0   | 055,0   | 151,9  |
| 10.   | Isabell Kandziora | SC Bischofsgrün           | 056,5   | 054,5   | 149,7  |
| 11.   | Pia Bossio        | ST Schonach-Rohrhardsberg | 054,5   | 056,5   | 149,2  |
| 12.   | Jolina Moczarski  | SK Winterberg             | 052,5   | 054,0   | 138,8  |